# Codex Nitriensis
Il Codex Nitriensis (Gregory-Aland: R o 027; Soden: ε 22) è un manoscritto onciale in greco datato paleograficamente al VI secolo e contenente il Vangelo secondo Luca.

## Descrizione
Il codice contiene 13 spessi fogli di pergamena di 29,5 per 23,5 cm, contenenti un testo lacunoso del Vangelo secondo Luca. Scritta in due colonne per pagina, 25 righe per colonna, a grandi lettere onciali.
Contenuto
Luca 1,1-13; 1,69-2,4; 2,16-27; 4,38-5,5; 5,25-6,8; 6,18-36; 6,39; 6,49-7,22; 7,44; 7,46; 7,47; 7,50; 8,1-3; 8,5-15; 8,25-9,1; 9,12-43; 10,3-16; 11,5-27; 12,4-15; 12,40-51; 13,26-14,1; 14,12-15,1; 15,13-16,16; 17,21-18,10; 18,22-20,20; 20,33-47; 21,12-22,6; 22,8-15; 22,42-56; 22,71-23,11; 23,38-51.
Contiene tavole delle sezioni ammoniane, ma senza alcun riferimento ai canoni eusebiani.
Si tratta di un palinsesto. Il testo inferiore dello stesso manoscritto contiene l'Iliade e il Vangelo secondo Luca (027), entrambi del VI secolo, e gli Elementi di Euclide del VII od VIII secolo. Il testo superiore contiene il trattato in siriaco di Severo di Antiochia contro Joannes Grammaticus scritto nell'VIII o IX secolo.

## Critica testuale

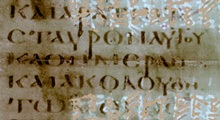
Frammento con testo di Luca 9:23

Il testo del codice è rappresentativo del tipo testuale bizantino, con un numero consistente (circa il 20%) di lezioni differenti (di solito alessandrine). Kurt Aland lo ha collocato nella Categoria V.
Il manoscritto manca dei versetti relativi all'agonia di Gesù al Getsemani (Vangelo secondo Luca 22:43-44).

## Storia
Il codice è conservato presso la British Library (Add. 17211) a Londra.